# Coppa del Mondo di salto con gli sci 2008
La Coppa del Mondo di salto con gli sci 2008, ventinovesima edizione della manifestazione organizzata dalla Federazione Internazionale Sci, ebbe inizio il 30 novembre 2007 a Kuusamo, in Finlandia, e si concluse il 16 marzo 2008 a Planica, in Slovenia. Furono disputate 27 delle 28 gare individuali previste, tutte maschili, in 17 differenti località: 2 su trampolino normale, 22 su trampolino lungo, 3 su trampolino per il volo. Furono inserite nel calendario 4 gare a squadre (1 poi annullata), valide ai fini della classifica per nazioni.
Nel corso della stagione si tennero a Oberstdorf i Campionati mondiali di volo con gli sci 2008, non validi ai fini della Coppa del Mondo, il cui calendario contemplò dunque un'interruzione nel mese di febbraio.
L'austriaco Thomas Morgenstern si aggiudicò la coppa di cristallo, il trofeo assegnato al vincitore della classifica generale; il finlandese Janne Ahonen vinse il Torneo dei quattro trampolini, l'austriaco Gregor Schlierenzauer il Nordic Tournament. Adam Małysz era il detentore della Coppa generale, Anders Jacobsen del Torneo.

## Risultati
| Data                          | Località               | Nazione   | Trampolino                 | Spec. | Primo                                                                | Secondo                                                                      | Terzo                                                                       |
| ----------------------------- | ---------------------- | --------- | -------------------------- | ----- | -------------------------------------------------------------------- | ---------------------------------------------------------------------------- | --------------------------------------------------------------------------- |
| 30 novembre 2007              | Kuusamo                | Finlandia | Rukatunturi HS142          | TL    | Norvegia Bjørn Einar Romøren Tom Hilde Anders Bardal Roar Ljøkelsøy  | Austria Wolfgang Loitzl Martin Koch Gregor Schlierenzauer Thomas Morgenstern | Finlandia Matti Hautamäki Harri Olli Arttu Lappi Janne Ahonen               |
| 1º dicembre 2007              | Kuusamo                | Finlandia | Rukatunturi HS142          | LH    | Thomas Morgenstern                                                   | Bjørn Einar Romøren                                                          | Tom Hilde                                                                   |
| 8 dicembre 2007               | Trondheim              | Norvegia  | Granåsen HS131             | LH    | Thomas Morgenstern                                                   | Gregor Schlierenzauer                                                        | Tom Hilde                                                                   |
| 9 dicembre 2007               | Trondheim              | Norvegia  | Granåsen HS131             | LH    | Thomas Morgenstern                                                   | Andreas Kofler                                                               | Wolfgang Loitzl                                                             |
| 13 dicembre 2007              | Villach                | Austria   | Villacher Alpenarena HS98  | NH    | Thomas Morgenstern                                                   | Janne Ahonen                                                                 | Gregor Schlierenzauer                                                       |
| 14 dicembre 2007              | Villach                | Austria   | Villacher Alpenarena HS98  | NH    | Thomas Morgenstern                                                   | Gregor Schlierenzauer                                                        | Janne Ahonen                                                                |
| 22 dicembre 2007              | Engelberg              | Svizzera  | Gross-Titlis-Schanze HS137 | LH    | Thomas Morgenstern                                                   | Andreas Kofler                                                               | Tom Hilde                                                                   |
| 23 dicembre 2007              | Engelberg              | Svizzera  | Gross-Titlis-Schanze HS137 | LH    | Andreas Küttel                                                       | Gregor Schlierenzauer                                                        | Thomas Morgenstern                                                          |
| Torneo dei quattro trampolini |                        |           |                            |       |                                                                      |                                                                              |                                                                             |
| 30 dicembre 2007              | Oberstdorf             | Germania  | Schattenberg HS137         | LH    | Thomas Morgenstern                                                   | Gregor Schlierenzauer                                                        | Janne Ahonen                                                                |
| 1º gennaio 2008               | Garmisch-Partenkirchen | Germania  | Große Olympiaschanze HS125 | LH    | Gregor Schlierenzauer                                                | Janne Ahonen                                                                 | Michael Neumayer                                                            |
| 4 gennaio 2008                | Innsbruck              | Austria   | Bergisel HS130             | LH    | annullata                                                            | annullata                                                                    | annullata                                                                   |
| 5 gennaio 2008                | Bischofshofen          | Austria   | Paul Ausserleitner HS140   | LH    | Janne Ahonen                                                         | Thomas Morgenstern                                                           | Simon Ammann                                                                |
| 6 gennaio 2008                | Bischofshofen          | Austria   | Paul Ausserleitner HS140   | LH    | Janne Ahonen                                                         | Anders Bardal                                                                | Thomas Morgenstern                                                          |
| 12 gennaio 2008               | Val di Fiemme          | Italia    | Giuseppe Dal Ben HS134     | LH    | Tom Hilde                                                            | Sigurd Pettersen                                                             | Wolfgang Loitzl                                                             |
| 13 gennaio 2008               | Val di Fiemme          | Italia    | Giuseppe Dal Ben HS134     | LH    | Tom Hilde                                                            | Thomas Morgenstern                                                           | Anders Jacobsen                                                             |
| 20 gennaio 2008               | Harrachov              | Rep. Ceca | Čerťák HS205               | FH    | Janne Ahonen                                                         | Tom Hilde                                                                    | Anders Jacobsen                                                             |
| 20 gennaio 2008               | Harrachov              | Rep. Ceca | Čerťák HS205               | FH    | annullata                                                            | annullata                                                                    | annullata                                                                   |
| 25 gennaio 2008               | Zakopane               | Polonia   | Wielka Krokiew HS134       | LH    | Gregor Schlierenzauer                                                | Anders Jacobsen                                                              | Thomas Morgenstern                                                          |
| 27 gennaio 2008               | Zakopane               | Polonia   | Wielka Krokiew HS134       | LH    | Anders Bardal                                                        | Thomas Morgenstern                                                           | Simon Ammann                                                                |
| 2 febbraio 2008               | Sapporo                | Giappone  | Ōkurayama HS134            | LH    | Thomas Morgenstern                                                   | Janne Happonen                                                               | Martin Koch                                                                 |
| 3 febbraio 2008               | Sapporo                | Giappone  | Ōkurayama HS134            | LH    | Thomas Morgenstern                                                   | Janne Happonen                                                               | Anders Bardal                                                               |
| 8 febbraio 2008               | Liberec                | Rep. Ceca | Ještěd HS134               | LH    | Thomas Morgenstern                                                   | Gregor Schlierenzauer                                                        | Andreas Küttel                                                              |
| 9 febbraio 2008               | Liberec                | Rep. Ceca | Ještěd HS134               | LH    | Anders Jacobsen                                                      | Gregor Schlierenzauer                                                        | Martin Koch                                                                 |
| 16 febbraio 2008              | Willingen              | Germania  | Mühlenkopf HS145           | TL    | Norvegia Bjørn Einar Romøren Anders Bardal Tom Hilde Anders Jacobsen | Finlandia Janne Happonen Harri Olli Matti Hautamäki Janne Ahonen             | Austria Andreas Kofler Martin Koch Gregor Schlierenzauer Thomas Morgenstern |
| 17 febbraio 2008              | Willingen              | Germania  | Mühlenkopf HS145           | LH    | Bjørn Einar Romøren                                                  | Jernej Damjan                                                                | Anders Bardal                                                               |
| 1º marzo 2008                 | Lahti                  | Finlandia | Salpausselkä HS130         | TL    | annullata                                                            | annullata                                                                    | annullata                                                                   |
| Nordic Tournament             |                        |           |                            |       |                                                                      |                                                                              |                                                                             |
| 3 marzo 2008                  | Kuopio                 | Finlandia | Puijo HS127                | LH    | Janne Happonen                                                       | Gregor Schlierenzauer                                                        | Anders Jacobsen                                                             |
| 4 marzo 2008                  | Kuopio                 | Finlandia | Puijo HS127                | LH    | Janne Ahonen                                                         | Anders Bardal                                                                | Tom Hilde                                                                   |
| 7 marzo 2008                  | Lillehammer            | Norvegia  | Lysgårdsbakken HS138       | LH    | Gregor Schlierenzauer                                                | Andreas Küttel                                                               | Janne Happonen                                                              |
| 9 marzo 2008                  | Oslo                   | Norvegia  | Holmenkollen HS128         | LH    | Gregor Schlierenzauer                                                | Tom Hilde                                                                    | Bjørn Einar Romøren                                                         |
| 14 marzo 2008                 | Planica                | Slovenia  | Letalnica HS215            | FH    | Gregor Schlierenzauer                                                | Janne Ahonen                                                                 | Bjørn Einar Romøren                                                         |
| 15 marzo 2008                 | Planica                | Slovenia  | Letalnica HS215            | TL    | Norvegia Tom Hilde Anders Jacobsen Anders Bardal Bjørn Einar Romøren | Finlandia Janne Happonen Matti Hautamäki Jussi Hautamäki Janne Ahonen        | Austria Martin Koch Thomas Morgenstern Andreas Kofler Gregor Schlierenzauer |
| 16 marzo 2008                 | Planica                | Slovenia  | Letalnica HS215            | FH    | Gregor Schlierenzauer                                                | Martin Koch                                                                  | Janne Happonen                                                              |

Legenda:

NH = trampolino normale

LH = trampolino lungo

FH = volo con gli sci

TL = gara a squadre

## Classifiche

### Generale

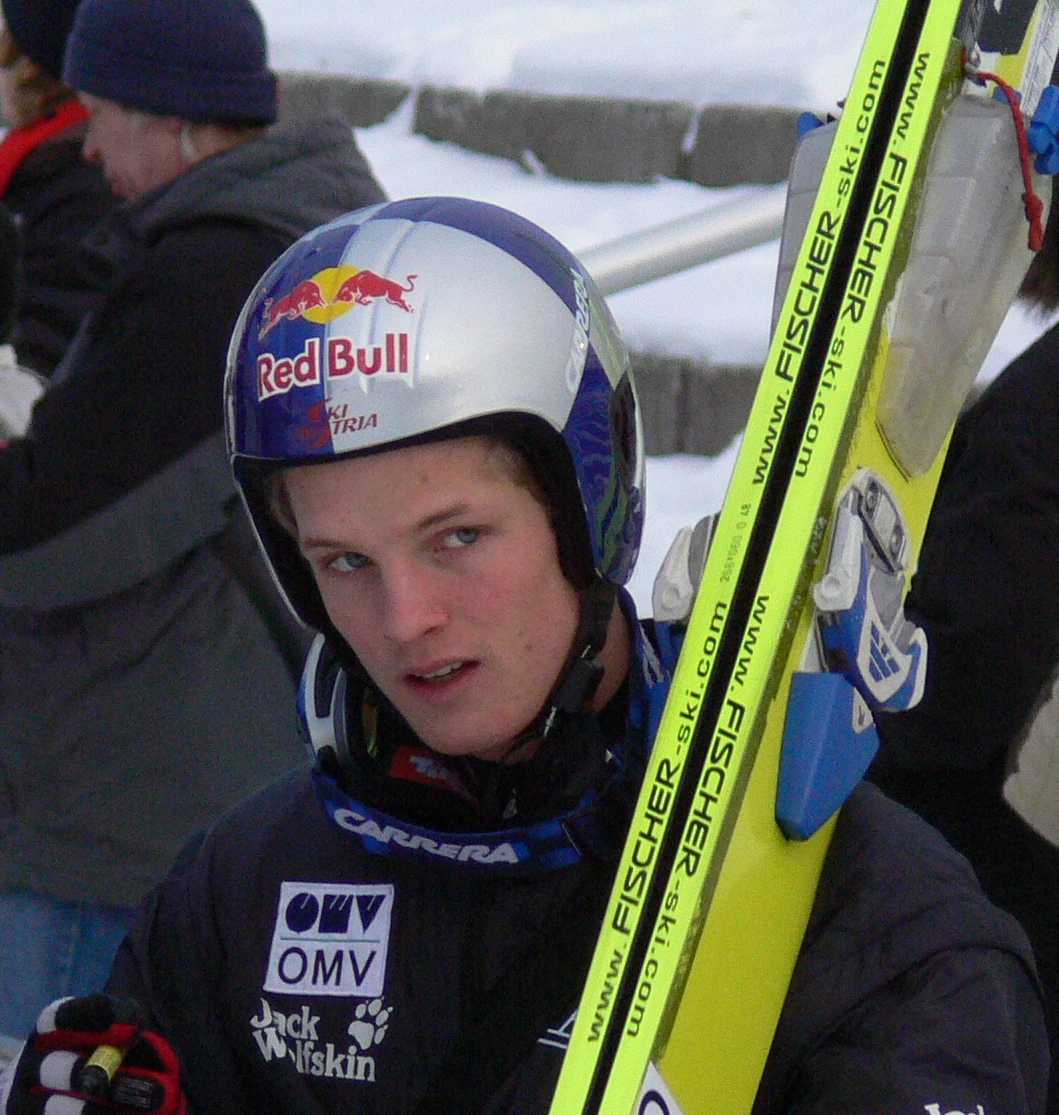
Thomas Morgenstern

| Pos. | Nome                  | Nazione   | Punti |
| ---- | --------------------- | --------- | ----- |
| 1    | Thomas Morgenstern    | Austria   | 1794  |
| 2    | Gregor Schlierenzauer | Austria   | 1561  |
| 3    | Janne Ahonen          | Finlandia | 1291  |
| 4    | Tom Hilde             | Norvegia  | 1228  |
| 5    | Anders Bardal         | Norvegia  | 942   |
| 6    | Anders Jacobsen       | Norvegia  | 827   |
| 7    | Andreas Küttel        | Svizzera  | 778   |
| 8    | Janne Happonen        | Finlandia | 755   |
| 9    | Simon Ammann          | Svizzera  | 728   |
| 10   | Wolfgang Loitzl       | Austria   | 715   |

### Torneo dei quattro trampolini

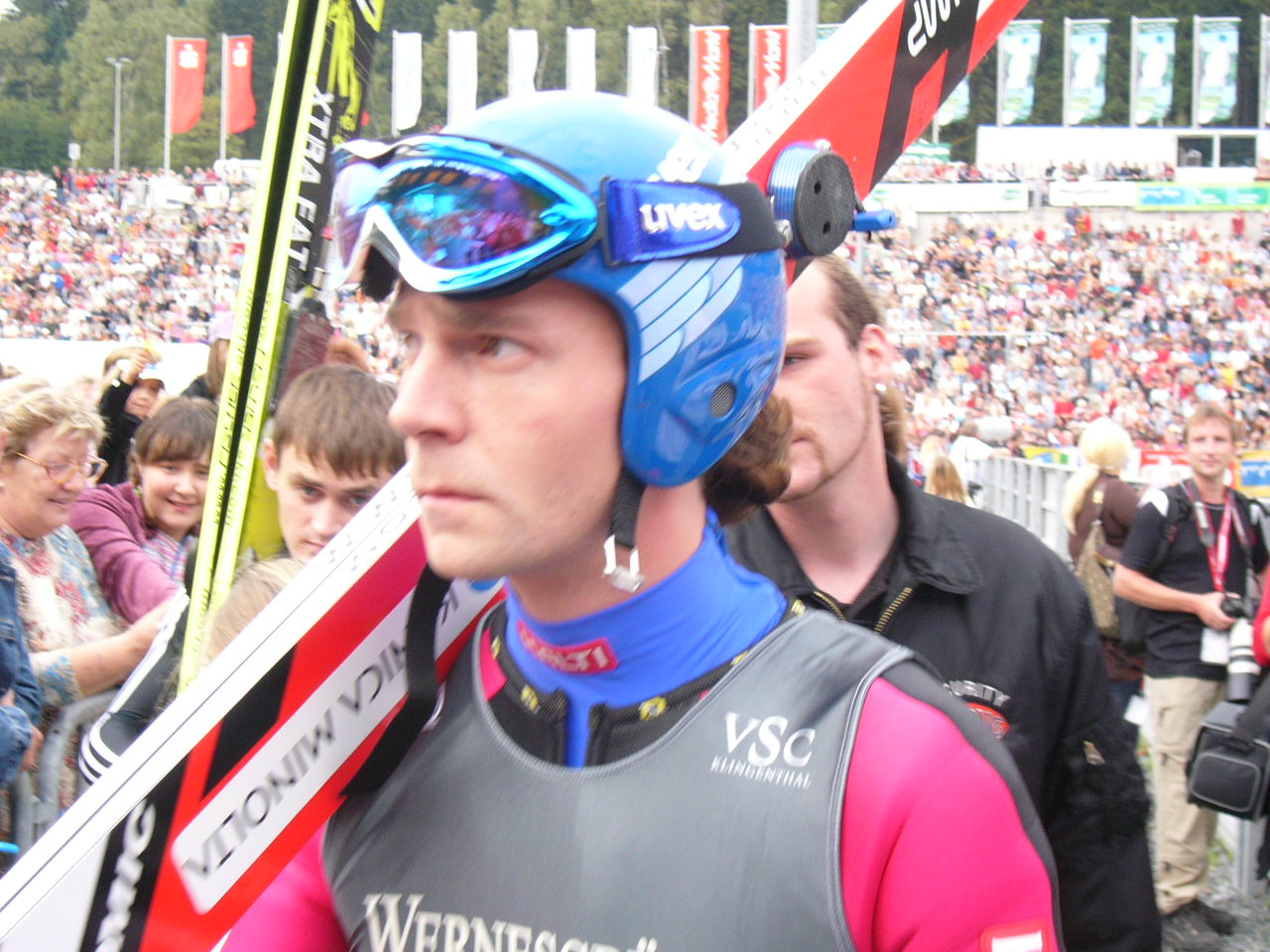
Janne Ahonen

| Pos. | Nome               | Nazione   | Punti |
| ---- | ------------------ | --------- | ----- |
| 1    | Janne Ahonen       | Finlandia | 1086  |
| 2    | Thomas Morgenstern | Austria   | 1066  |
| 3    | Michael Neumayer   | Germania  | 995   |
| 4    | Adam Małysz        | Polonia   | 980   |
| 5    | Dmitrij Vasil'ev   | Russia    | 978   |

### Nordic Tournament

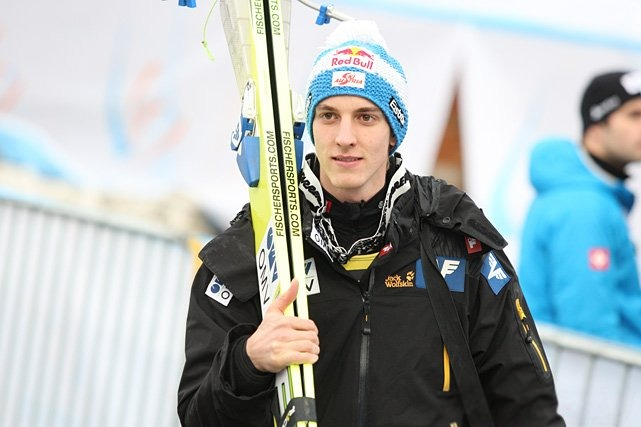
Gregor Schlierenzauer

| Pos. | Nome                  | Nazione   | Punti |
| ---- | --------------------- | --------- | ----- |
| 1    | Gregor Schlierenzauer | Austria   | 898   |
| 2    | Tom Hilde             | Norvegia  | 878   |
| 3    | Janne Happonen        | Finlandia | 877   |
| 4    | Janne Ahonen          | Finlandia | 856   |
| 5    | Anders Bardal         | Norvegia  | 854   |

### Nazioni
| Pos. | Nazione   | Punti |
| ---- | --------- | ----- |
| 1    | Austria   | 6734  |
| 2    | Norvegia  | 5302  |
| 3    | Finlandia | 3627  |
| 4    | Svizzera  | 1752  |
| 5    | Germania  | 1688  |
| 6    | Slovenia  | 1519  |
| 7    | Russia    | 1001  |
| 8    | Giappone  | 888   |
| 9    | Rep. Ceca | 820   |
| 10   | Polonia   | 804   |